# Lophonotidia
Lophonotidia là một chi bướm đêm thuộc họ Noctuidae.

## Loài
- Lophonotidia melanoleuca Janse, 1937
- Lophonotidia nocturna Hampson, 1901